# قرارگاه ثارالله
قرارگاه ثارالله تهران قرارگاه مدیریت بحران امنیتی سپاه پاسداران انقلاب اسلامی در تهران است که تحت امر فرماندهی کل سپاه پاسداران فعالیت می‌کند و وظیفه آن، مدیریت امنیت پایتخت و دیگر شهرهای استان تهران است. این قرارگاه نظامی و حاکمیتی بوده و یکی از اصلی‌ترین واحدهای امنیتی درون سپاه است. قرارگاه ثارالله در صورت بروز بحران به تشخیص شورای عالی امنیت ملی، مسئولیت برقراری امنیت شهر تهران را عهده‌دار است. فرماندهی انتظامی، تمامی وزارتخانه‌های دولت همچنین یگان‌های سپاه پاسداران و بسیج تهران در شرایط بحرانی تحت کنترل عملیاتی این قرارگاه قرار می‌گیرند.
در کنار وظایف امنیتی رسمی، قرارگاه ثارالله در سرکوب گسترده اعتراضات مردمی در ایران نقش محوری ایفا کرده‌است. از جمله در جریان تظاهرات دانشجویان در تیرماه ۱۳۷۸، اعتراضات پس از انتخابات ریاست‌جمهوری سال ۱۳۸۸، اعتراضات سراسری آبان ۱۳۹۸ و همچنین در جریان اعتراضات گسترده پس از مرگ مهسا امینی در سال‌های ۱۴۰۱ و ۱۴۰۲، این قرارگاه مستقیماً در سرکوب معترضان، بازداشت‌های گسترده، استفاده از خشونت، شلیک مستقیم به معترضان، شکنجه و برخوردهای شدید با مخالفان نقش داشته‌است. گزارش‌های متعدد از سوی سازمان‌های بین‌المللی حقوق بشر مانند عفو بین‌الملل، دیده‌بان حقوق بشر و سازمان ملل متحد، این اقدامات را ناقض جدی حقوق بشر و در برخی موارد مصداق «جنایت علیه بشریت» توصیف کرده‌اند. در جریان تظاهرات ۲۵ خرداد ۱۳۸۸ معترضان به نتیجه انتخابات ریاست‌جمهوری در ایران، قرارگاه ثارالله در سرکوب اعتراضات نقش کلیدی داشت. فرماندهی قرارگاه ثارالله برعهده فرمانده کل سپاه پاسداران است و هم‌اکنون سرتیپ پاسدار حسین نجات به‌عنوان جانشین فرمانده قرارگاه ثارالله فعالیت می‌کند.
ستاد فرماندهی قرارگاه ثارالله در اتوبان نیایش، ضلع غربی مجموعه ورزشی انقلاب قرار دارد. 
در دو دهه گذشته مسئولیت اصلی کنترل آشوب در محدوده تهران بزرگ و سایر شهرهای استان‌های تهران و البرز برعهده این قرارگاه بوده‌است. در ۲ تیر ۱۴۰۴، در یازدهمین روز جنگ اسرائيل و ایران ستاد فرماندهی قرارگاه ثارالله توسط نیروی هوایی اسرائیل مورد حمله قرار گرفت.

## تاریخچه
از سال ۱۳۷۴ سپاه پاسداران و مشخصاً قرارگاه ثارالله مأموریت یافتند در صورت بروز بحران مسئولیت امنیت پایتخت را برعهده گیرند. از ابتدای تشکیل این قرارگاه در سال ۱۳۷۴ تا پیش از حوادث انتخابات ۲۲ خرداد ۱۳۸۸ تعیین شرایط ویژه و سپردن مسئولیت امنیت پایتخت به این قرارگاه سه بار اتفاق افتاد؛ در جریان تجمع‌ها و شورش‌های خیابانی اسلامشهر در سال ۷۴، ۱۸ تیر ۷۸ و تجمع و شورش‌های خیابانی ۱۸ تیرماه ۱۳۸۲. در دو دوره ریاست جمهوری محمد خاتمی، محمدعلی جعفری که در آن زمان فرمانده نیروی زمینی سپاه بود در زمان تحصن نمایندگان مجلس ششم، در نامه‌ای به رهبر و روسای سه قوه، تحصن را مقدمه کودتا خواند و خواهان مجوز برخورد رسمی این قرارگاه با نمایندگان شده بود.
در سال ۱۳۸۴ پس از انتقال محمدعلی جعفری به دفتر فرماندهی کل قوا، محمدرضا زاهدی که جایگزین او در فرماندهی نیروی زمینی سپاه شده بود، همزمان فرماندهی قرارگاه ثارالله را برعهده داشت و مهدی ربانی نیز در فاصله سالهای ۱۳۸۴ تا ۱۳۹۰ به‌عنوان جانشین قرارگاه ثارالله فعالیت می‌کرد. در تیرماه ۱۳۸۷ سیدمحمد حجازی؛ جانشین فرمانده کل سپاه، با حفظ سمت به‌عنوان فرمانده قرارگاه ثارالله منصوب شد. پس از حجازی، غلامحسین کلولی دزفولی فرماندهی قرارگاه را برعهده گرفت، از اسفند ۱۳۹۱ تا ۱۳۹۶ نیز محسن کاظمینی به‌طور همزمان فرمانده قرارگاه ثارالله و سپاه محمد رسول‌الله تهران بزرگ بود. در حال حاضر حسین نجات در جایگاه جانشین قرارگاه ثارالله، عهده‌دار این مسئولیت است.

### انتخابات ۱۳۸۸
پس از انتخابات ریاست جمهوری در ۲۲ خرداد ۱۳۸۸، به دستور شورای عالی امنیت ملی وظیفه کنترل پایتخت تا دو ماه (از ۲۵ خرداد تا ۲۵ مرداد ۱۳۸۸) بر عهده قرارگاه ثارالله و زیرمجموعه‌اش سپاه محمد رسول‌الله در تعامل با نیروی مقاومت بسیج گذاشته می‌شود. در جریان اعتراضات، نیروهای بسیجی که در کنار مأموران نیروی انتظامی در سرکوب معترضان به نتایج انتخابات تهران حضور داشتند، تحت فرماندهی سپاه محمد رسول‌الله بودند.

### حمله هوایی ۱۴۰۴
در ۲ تیر ۱۴۰۴، قرارگاه ثارالله و دیگر تأسیسات امنیتی مانند ستاد بسیج، سپاه سیدالشهداء، سپاه البرز و فرماندهی حفاظت اطلاعات نیروی انتظامی هدف حملات هوایی اسرائیل قرار گرفت. همزمان دروازه اصلی زندان اوین نیز منهدم شد، که به زندانیان این امکان را داد که فرار کنند.

## زیرمجموعه‌ها
یگان‌های تحت امر در شرایط بحران این قرارگاه شامل سپاه محمد رسول‌الله و سپاه امام حسن البرز متشکل از نیروهای کادر و وظیفه سپاه و گردان‌های عاشورا و الزهرا، گردان‌های امام علی گردان های امام حسین و شامل نیروهای داوطلب مرد و زنی که در قالب بسیج مساجد، ادارات، دانشگاه‌ها و مدارس سازماندهی شده‌اند، می‌باشد. سپاه استان تهران (واقع در اسلامشهر، بهارستان، موسوم به سپاه سیدالشهدا) که یکی از ۳۲ سپاه استانی است و در سال ۱۳۸۷ تشکیل شد نیز در شرایط بحرانی تحت امر این قرارگاه قرار می‌گیرد. در ۱۹ و ۲۰ مهرماه ۱۳۸۷ رزمایشی به نام «رزمایش عاشقان ولایت» به فرماندهی قرارگاه ثارالله و با شرکت این دو سپاه و گردان‌های بسیج در تهران، کرج، اسلامشهر، شهرری، رباط کریم و ورامین با هدف ایجاد هماهنگی میان نیروهای داوطلب و کادر نظامی برای انجام عملیات‌های درون‌شهری برگزار شد.

## وظایف
قرارگاه ثارالله در صورت بروز بحران و شرایط ویژه که تشخیص آن با شورای عالی امنیت ملی است، مسئولیت برقراری امنیت شهر تهران را عهده‌دار می‌شود.